# Virginie Kadjo
Virginie Kadjo est une ancienne joueuse française de volley-ball et de beach-volley, née le 3 mai 1973 à Paris. Elle mesure 1,78 m et jouait réceptionneuse-attaquante.

## Clubs
| Club        | Pays   | De        | À         |
| ----------- | ------ | --------- | --------- |
| CSM Clamart | France | 1990-1991 | 1993-1994 |
| RC Cannes   | France | 1994-1995 | 1995-1996 |
| Aix UC      | France | 1997-1998 | 1997-1998 |
| USSP Albi   | France | 1998-1999 | 2001-2002 |
| CSM Clamart | France | 2007-2008 | 2008-2009 |

## Palmarès

### En sélection
- Médaillée de bronze aux Jeux méditerranéens de 2001[1].

### En club
- Championnat de France (2) : 
  - Vainqueur : 1995, 1996

- Coupe de France (1) :  
  - Vainqueur : 1996
  - Finaliste : 2001

- Championnat de France de beach-volley (2) :
  - Vainqueur : 2002, 2004